# Gronaulax pilosellus
Gronaulax pilosellus är en stekelart som beskrevs av Cameron 1910. Gronaulax pilosellus ingår i släktet Gronaulax och familjen bracksteklar. Inga underarter finns listade i Catalogue of Life.